# Liste der Kulturdenkmale in Hartmannsdorf-Knautnaundorf
Die Liste der Kulturdenkmale in Hartmannsdorf-Knautnaundorf enthält die Kulturdenkmale des Leipziger Ortsteils „Hartmannsdorf-Knautnaundorf“ mit den Stadtteilen Hartmannsdorf und Knautnaundorf, die in der Denkmalliste vom Landesamt für Denkmalpflege Sachsen mit Stand 2017 erfasst wurden.

## Legende
- Bild: Bild des Kulturdenkmals, ggf. zusätzlich mit einem Link zu weiteren Fotos des Kulturdenkmals im Medienarchiv Wikimedia Commons. Wenn man auf das Kamerasymbol klickt, können Fotos zu Kulturdenkmalen aus dieser Liste hochgeladen werden:
- Bezeichnung: Denkmalgeschützte Objekte und ggf. Bauwerksname des Kulturdenkmals
- Lage: Straßenname und Hausnummer oder Flurstücknummer des Kulturdenkmals. Die Grundsortierung der Liste erfolgt nach dieser Adresse. Der Link (Karte) führt zu verschiedenen Kartendiensten mit der Position des Kulturdenkmals. Fehlt dieser Link, wurden die Koordinaten noch nicht eingetragen. Sind diese bekannt, können sie über ein Tool mit einer Kartenansicht einfach nachgetragen werden. In dieser Kartenansicht sind Kulturdenkmale ohne Koordinaten mit einem roten bzw. orangen Marker dargestellt und können durch Verschieben auf die richtige Position in der Karte mit Koordinaten versehen werden. Kulturdenkmale ohne Bild sind an einem blauen bzw. roten Marker erkennbar.
- Datierung: Baubeginn, Fertigstellung, Datum der Erstnennung oder grobe zeitliche Einordnung entsprechend des Eintrags in der sächsischen Denkmaldatenbank
- Beschreibung: Kurzcharakteristik des Kulturdenkmals entsprechend des Eintrags in der sächsischen Denkmaldatenbank, ggf. ergänzt durch die dort nur selten veröffentlichten Erfassungstexte oder zusätzliche Informationen
- ID: Vom Landesamt für Denkmalpflege Sachsen vergebene, das Kulturdenkmal eindeutig identifizierende Objekt-Nummer. Der Link führt zum PDF-Denkmaldokument des Landesamtes für Denkmalpflege Sachsen. Bei ehemaligen Kulturdenkmalen können die Objektnummern unbekannt sein und deshalb fehlen bzw. die Links von aus der Datenbank entfernten Objektnummern ins Leere führen. Ein ggf. vorhandenes Icon  führt zu den Angaben des Kulturdenkmals bei Wikidata.

## Liste der Kulturdenkmale in Hartmannsdorf-Knautnaundorf
| Bild                                    | Bezeichnung | Lage                                                       | Datierung                                                                                     | Beschreibung | ID       |
| --------------------------------------- | --- | ---------------------------------------------------------- | --------------------------------------------------------------------------------------------- | --- | -------- |
| Direkt Bild zu diesem Denkmal hochladen | Wohn- und Gasthaus | Erikenstraße 8 (Karte)                                     | 1885 (Gasthaus)                                                                               | alte Ortslage Hartmannsdorf, schlichte Putzfassade, originale Haustür, ortsgeschichtlich von Bedeutung | 09262727 |
| Direkt Bild zu diesem Denkmal hochladen | Mietshaus in offener Bebauung | Erikenstraße 9 (Karte)                                     | um 1900 (Mietshaus)                                                                           | alte Ortslage Hartmannsdorf, zweifarbige Klinkerfassade, baugeschichtlich von Bedeutung | 09262725 |
|                                         | Hauszeichen am Gasthof | Erikenstraße 10 (Karte)                                    | um 1905/1910 (Hauszeichen)                                                                    | alte Ortslage Hartmannsdorf, Hauszeichen mit Ratte und Katzenkopf, im Jugendstil, ortsgeschichtlich von Bedeutung | 09262402 |
| Direkt Bild zu diesem Denkmal hochladen | Wohnhaus in offener Bebauung, mit Vorgarten | Erikenstraße 22 (Karte)                                    | 1897                                                                                          | alte Ortslage Hartmannsdorf, historistische Klinkerfassade, breiter Mittelrisalit mit Sparrengiebel, baugeschichtlich von Bedeutung | 09262729 |
| Direkt Bild zu diesem Denkmal hochladen | Wohnhaus eines Bauernhofes und Torpfeiler an der Straße | Erikenstraße 23 (Karte)                                    | Anfang 19. Jh. (Wohnhaus)                                                                     | alte Ortslage Hartmannsdorf, landschaftstypisches Bauernhaus, schlichter Putzbau mit Krüppelwalmdach, baugeschichtlich und ortsentwicklungsgeschichtlich von Bedeutung | 09262728 |
| Direkt Bild zu diesem Denkmal hochladen | Wohnhaus in offener Bebauung, mit Einfriedung | Erikenstraße 30 (Karte)                                    | 1920er Jahre (Wohnhaus)                                                                       | alte Ortslage Hartmannsdorf, villenartiger Putzbau eines Gärtnerei-Anwesens, im traditionalistischen Stil der 1920er Jahre, baugeschichtlich und ortsgeschichtlich von Bedeutung | 09262736 |
| Direkt Bild zu diesem Denkmal hochladen | Wohnhaus in offener Bebauung | Erikenstraße 33 (Karte)                                    | 1910/1915 (Wohnhaus)                                                                          | alte Ortslage Hartmannsdorf, aufwendig gestaltete, zweifarbige Ziegelfassade, Mittelrisalit mit Zwerchhaus, baugeschichtlich von Bedeutung | 09262730 |
| Direkt Bild zu diesem Denkmal hochladen | Wohnhaus in offener Bebauung | Erikenstraße 42 (Karte)                                    | bezeichnet 1905 (Wohnhaus)                                                                    | alte Ortslage Hartmannsdorf, schlicht gegliederte Putzfassade, baugeschichtlich von Bedeutung | 09262733 |
| Direkt Bild zu diesem Denkmal hochladen | Wohnhaus in offener Bebauung, mit Vorgarten und Einfriedung | Erikenstraße 44 (Karte)                                    | 1920er Jahre (Wohnhaus)                                                                       | alte Ortslage Hartmannsdorf, Putzbau mit sparsamer Klinkergliederung und halbrundem Vorbau, Wohnhaus eines Gärtnerei-Anwesens, Einfriedung straßenraumprägend, ortsgeschichtlich von Bedeutung | 09294332 |
| Direkt Bild zu diesem Denkmal hochladen | Wohnhaus in offener Bebauung, mit Vorgarten | Erikenstraße 48 (Karte)                                    | um 1935 (Wohnhaus)                                                                            | alte Ortslage Hartmannsdorf, charakteristische Putzfassade im traditionalistischen Stil der 1920er/1930er Jahre, baugeschichtlich von Bedeutung | 09262738 |
| Direkt Bild zu diesem Denkmal hochladen | Wohnhaus, Seitengebäude und Scheune eines Dreiseithofes, mit Toreinfahrt, Pflaster und Hausbaum                                                                                | Eythraer Weg 2 (Karte)                                     | 1. Hälfte 19. Jh. (Bauernhaus), bezeichnet 1824 (Toreinfahrt), 1933–1934, Mauer (Einfriedung) | alte Ortslage Knautnaundorf, Wohnhaus Obergeschoss Fachwerk verputzt, Fachwerk-Scheune, stattliche Hofanlage an der Einmündung Taubenbergweg, baugeschichtlich und ortsgeschichtlich von Bedeutung | 09257613 |
| Direkt Bild zu diesem Denkmal hochladen | Denkmal für die Gefallenen des 1. Weltkrieges | Rehbacher Anger (Karte)                                    | 1923 (Gefallenendenkmal)                                                                      | alte Ortslage Rehbach, Granitstele mit Relief eines liegenden Löwen aus Rochlitzer Porphyrtuff, ortsgeschichtlich von Bedeutung | 09299706 |
| Weitere Bilder                          | Kirche (mit Ausstattung) | Rehbacher Anger (Karte)                                    | 16. Jh. (Kirche)                                                                              | alte Ortslage Rehbach, schlichte barocke Saalkirche mit Ostturm, im Kern älter, baugeschichtlich, ortsgeschichtlich und ortsbildprägend von Bedeutung | 09257296 |
| Direkt Bild zu diesem Denkmal hochladen | Scheune eines Bauernhofes | Rehbacher Anger 2 (Karte)                                  | Mitte 19. Jh. (Scheune)                                                                       | alte Ortslage Rehbach, ortsbildprägender Fachwerkbau mit Lehmausfachung, an der Rehbacher Straße am Ortseingang, baugeschichtlich von Bedeutung | 09257290 |
| Direkt Bild zu diesem Denkmal hochladen | Wohnhaus eines Dreiseithofes | Rehbacher Anger 4 (Karte)                                  | 1. Hälfte 19. Jh. (Bauernhaus)                                                                | alte Ortslage Rehbach, Wohnhaus Obergeschoss Fachwerk verputzt, ortsbildprägend, baugeschichtlich von Bedeutung | 09257303 |
| Direkt Bild zu diesem Denkmal hochladen | Wohnstallhaus eines ehemaligen Dreiseithofes | Rehbacher Anger 6 (Karte)                                  | um 1800 (Wohnstallhaus)                                                                       | alte Ortslage Rehbach, Obergeschoss Fachwerk verputzt, Krüppelwalmdach, Bestandteil des alten Ortskerns, baugeschichtlich von Bedeutung | 09257304 |
| Direkt Bild zu diesem Denkmal hochladen | Seitengebäude eines Dreiseithofes sowie Inschrifttafel am Wohnhaus | Rehbacher Anger 10 (Karte)                                 | um 1900 (Seitengebäude), bezeichnet 1830 (Gedenktafel)                                        | alte Ortslage Rehbach, ortsbildprägender Ziegelbau, Gedenktafel Dokumentationswert, baugeschichtlich von Bedeutung | 09257306 |
| Direkt Bild zu diesem Denkmal hochladen | Wohnhaus, Seitengebäude und Vorgarten-Einfriedung eines Bauernhofes | Rehbacher Anger 12 (Karte)                                 | bezeichnet 1913 (Bauernhaus), um 1860 (Seitengebäude)                                         | alte Ortslage Rehbach, Wohnhaus mit sparsam dekorierter Putzfassade, Seitengebäude schlichter Putzbau mit Holzfenstergewänden im Obergeschoss, stattlichste Hofanlage des Ortes, baugeschichtlich von Bedeutung | 09257307 |
| Direkt Bild zu diesem Denkmal hochladen | Scheune eines Dreiseithofes | Rehbacher Anger 16 (Karte)                                 | 1. Hälfte 18. Jh. (Scheune)                                                                   | alte Ortslage Rehbach, Fachwerk-Scheune, zum alten Ortskern gehörend, baugeschichtlich von Bedeutung | 09257297 |
| Direkt Bild zu diesem Denkmal hochladen | Wohnhaus, Scheune, Seitengebäude und Hofpflasterung eines Vierseithofes | Rehbacher Anger 21 (Karte)                                 | bezeichnet 1898 (Bauernhaus)                                                                  | alte Ortslage Rehbach, Wohnhaus mit übergiebeltem Mittelrisalit, architektonische Gestaltung durch farbige Klinker, typische Hofanlage des Ortes, baugeschichtlich von Bedeutung | 09257294 |
| Direkt Bild zu diesem Denkmal hochladen | Scheune eines Bauernhofes | Rehbacher Anger 23 (Karte)                                 | Mitte 19. Jh. (Scheune)                                                                       | alte Ortslage Rehbach, Fachwerk-Scheune mit Ziegel- und Lehmausfachung, ortsbildprägend, baugeschichtlich von Bedeutung | 09257293 |
| Direkt Bild zu diesem Denkmal hochladen | Wohnhaus und Seitengebäude eines Bauernhofes | Rehbacher Anger 24 (Karte)                                 | bezeichnet 1904 (Bauernhaus)                                                                  | alte Ortslage Rehbach, repräsentative Hofanlage mit aufwendiger Klinkerarchitektur, Wohnhaus durch Mittelrisalit mit Giebel betont, baugeschichtlich von Bedeutung | 09257299 |
| Direkt Bild zu diesem Denkmal hochladen | Wohnhaus, Seitengebäude, Scheune, Hofpflasterung und Toranlage (mit Pforte) eines Vierseithofes                                                                                | Rehbacher Anger 29 (Karte)                                 | bezeichnet 1912 (Bauernhaus), um 1900 (Scheune)                                               | alte Ortslage Rehbach, Wohnhaus mit sparsam dekorierter Putzfassade und Sandsteinsockel sowie Mittelrisalit und Mansarddach, Stallgebäude und Scheune Putzbauten, ortstypische Hofanlage, baugeschichtlich und ortsgeschichtlich von Bedeutung | 09257300 |
| Direkt Bild zu diesem Denkmal hochladen | Wohnhaus (Nr. 33), zwei Seitengebäude (darunter Nr. 31) und Scheune sowie Hofpflasterung und Toreinfahrt eines Bauernhofes                                                     | Rehbacher Anger 31; 33 (Karte)                             | bezeichnet 1891, später überformt (Bauernhaus), bezeichnet 1862 (Seitengebäude)               | alte Ortslage Rehbach, Wohnhaus ein Putzbau mit Natursteinsockel, Gestaltung in Anlehnung an spätbarocke Herrenhäuser, ein Seitengebäude mit Fachwerk-Obergeschoss, das andere Seitengebäude ein Ziegelbau, Fachwerk-Scheune, stattliche Hofanlage, Einfahrt mit Sandsteinpfeilern und ehemals Vasenbekrönung, baugeschichtlich und ortsgeschichtlich von Bedeutung | 09257302 |
| Direkt Bild zu diesem Denkmal hochladen | Denkmal für die Gefallenen des Deutsch-Französischen Krieges 1870/1871 | Rundkapellenweg (Karte)                                    | 1871–1872 (Gefallenendenkmal)                                                                 | alte Ortslage Knautnaundorf, Sandsteinobelisk mit Inschrift, ortsgeschichtlich von Bedeutung | 09299711 |
| Weitere Bilder                          | Kirche (mit Ausstattung), sowie Kirchhof | Rundkapellenweg (Karte)                                    | im Kern 12. Jh., spätere Erweiterung (Kirche)                                                 | alte Ortslage Knautnaundorf, markanter Kirchturm mit Resten einer Rundkapelle vom Anfang des 12. Jahrhunderts, Stiftung des Wiprecht von Groitzsch, baugeschichtlich und ortsgeschichtlich von Bedeutung | 09257453 |
| Direkt Bild zu diesem Denkmal hochladen | Seitengebäude eines Bauernhofes | Rundkapellenweg 2; 2a; 2b; 2c; 2d; 2e; 2f; 2 g; 2h (Karte) | 2. Hälfte 19. Jh. (Seitengebäude)                                                             | alte Ortslage Knautnaundorf, Putzbau mit Ziegelgliederung, markante Lage im Ort, baugeschichtlich von Bedeutung | 09257608 |
| Direkt Bild zu diesem Denkmal hochladen | Wohnhaus, Seitengebäude und Scheune eines Bauernhofes | Rundkapellenweg 10 (Karte)                                 | um 1900 (Wohnhaus)                                                                            | alte Ortslage Knautnaundorf, markante Lage in Nähe zur Kirche, Wohnhaus und Seitengebäude Ziegelbauten, baugeschichtlich von Bedeutung | 09257618 |
| Direkt Bild zu diesem Denkmal hochladen | Wohnhaus, Seitengebäude, Scheune und Toreinfahrt eines Bauernhofes | Rundkapellenweg 12 (Karte)                                 | um 1900 (Wohnhaus)                                                                            | alte Ortslage Knautnaundorf, stattliche Hofanlage, Wohnhaus historisierende Putz-Klinker-Fassade mit Mittelrisalit und Dreiecksgiebel, baugeschichtlich von Bedeutung | 09257617 |
| Direkt Bild zu diesem Denkmal hochladen | Scheune eines Bauernhofes | Rundkapellenweg 14 (Karte)                                 | 2. Hälfte 19. Jh. (Scheune)                                                                   | alte Ortslage Knautnaundorf, ortstypische Fachwerk-Scheune, baugeschichtlich von Bedeutung | 09257619 |
| Direkt Bild zu diesem Denkmal hochladen | Scheune eines Bauernhofes | Rundkapellenweg 22 (Karte)                                 | 19. Jh. (Scheune)                                                                             | alte Ortslage Knautnaundorf, Fachwerk-Scheune, stattlicher Bau in markanter Lage, Dokumentationswert, Bestandteil der historischen Ortsstruktur | 09299748 |
| Direkt Bild zu diesem Denkmal hochladen | Wohnhaus, zwei Seitengebäude und Scheune eines Vierseithofes sowie mit zwei Toreinfahrten                                                                                      | Rundkapellenweg 24 (Karte)                                 | bezeichnet 1865 (Wohnhaus), um 1900 (Seitengebäude)                                           | alte Ortslage Knautnaundorf, stattliche Hofanlage, größte erhaltene Gutsanlage im Hof, prächtiges Wohnhaus in Traufstellung zur Straße, mit historisierender Putzfassade, Seitengebäude zum Teil in Ziegelbauweise, zum Teil in Fachwerk, baugeschichtlich von Bedeutung | 09257616 |
| Direkt Bild zu diesem Denkmal hochladen | Wohnhaus und Seitengebäude eines Bauernhofes | Rundkapellenweg 27 (Karte)                                 | 1. Hälfte 19. Jh. (Wohnhaus)                                                                  | alte Ortslage Knautnaundorf, Wohnhaus Obergeschoss Fachwerk verputzt, Bestandteil des alten Ortskerns, baugeschichtlich von Bedeutung | 09257611 |
| Direkt Bild zu diesem Denkmal hochladen | Wohnhaus, Seitengebäude und Scheune eines Bauernhofes, sowie Waschhaus, Hofpflasterung und Einfriedungsmauer zum Nachbargrundstück                                             | Rundkapellenweg 28 (Karte)                                 | um 1810 (Bauernhaus)                                                                          | Wohnhaus-Obergeschoss zum Teil in Fachwerk, baugeschichtlich von Bedeutung Auf dem schmalen aber recht tiefen Grundstück mit der Ortslistennummer 6 entstand um 1810 ein kleiner Hof – das Wohnhaus dürfte noch aus dieser Zeit stammen. Stall, Wohnhaus, Scheune sind auf einem Flurstücksplan von 1840 ersichtlich, jedoch erfuhren die Wirtschaftsgebäude Veränderungen bzw. Komplettneubau. Lehmweller im Erdgeschoss des Wohnhauses, die recht weit vorstehende Traufe, die zum Nachbargrundstück zeigende Fachwerkwand und der Dachstuhl sind Zeugnisse der Erbauungszeit. Die Mehrzahl der Fenster erfuhr spätere Vergrößerungen, die Innentreppe ist erhalten. Rückwärtig schließt eine klein erscheinende, im Inneren jedoch großräumige Scheune das Grundstück ab, sie grenzt mit ihrem Giebel an die in der Grundfläche nur wenig größere Scheune von Rundkapellenweg 30. Angebaut an die Scheune als Seitengebäude an der Grenze zur anderen Nachbarseite hin sind ein Stall mit Rübenkeller und Heuboden (2018 in schlechtem baulichen Zustand) – daran grenzt ein kleinerer Schweinestall und folgend wiederum ist ein Waschhaus mit Taubenboden gefügt, davor ein Brunnen liegt. Hinter dem rückwärtigen Tor der Scheune erstreckt sich großzügig Gartenland. Scheune und Nebengebäude dürften zwischen 1870 und 1900 erbaut worden sein (keine Bauakte), die Hofpfasterung ist erhalten. Es besteht ein baugeschichtlicher und ortsentwicklungsgeschichtlicher Wert. LfD/2017, 2018 | 09306643 |
| Direkt Bild zu diesem Denkmal hochladen | Wohnhaus, Seitengebäude und Scheune sowie Hofpflasterung eines Bauernhofes | Rundkapellenweg 34 (Karte)                                 | um 1900 (Wohnhaus)                                                                            | alte Ortslage Knautnaundorf, das Ortsbild dominierende Hofanlage, Wirtschaftsgebäude in Ziegelbauweise, baugeschichtlich von Bedeutung | 09257615 |
| Weitere Bilder                          | Triangulationssäule | Schkorlopper Straße (Karte)                                | bezeichnet 1865 (II. Ordnung)                                                                 | Station 2. Ordnung, bedeutendes Zeugnis der Geodäsie des 19. Jahrhunderts, vermessungsgeschichtlich von Bedeutung Der Punkt Grenzhübel stand auf dem Besitz des Grafen von Hohenthal-Knauthain in der Ecke der sächsisch-preussischen Landesgrenze, nordwestlich des Dorfes. Der Grundbesitzer erteilte die Baugenehmigung ohne weiteren Vertragsabschluss in einem Brief vom 8. Oktober 1865. Erste geodätische Messungen wurden bereits im August 1868 ausgeführt, die später bei der Stadtvermessung Leipzigs Erweiterung und Ergänzung fanden. Die Station stand bis Mitte der 1980er Jahre am originalen Platz. Dann wurden im Umfeld Brunnenbauarbeiten durchgeführt und bewegliche Bewässerungsanlagen installiert. Da die Höhe des Pfeilers störte, wurde er umgelegt. Dabei ging wohl das Gründungsdokument verloren. Der Bau der Autobahn A 38 veränderte den originalen Standort der Säule seit Ende der 1990er Jahre grundsätzlich. Der Grenzhübel wurde praktisch durchschnitten. Wahrscheinlich sind dabei auch die unteren drei Steine verloren gegangen. Der obere Pfeiler und die Deckplatte konnten durch Anwohner in den Wendejahren gesichert werden. Ihre Säuberung und Restaurierung erfolgten 2007 auf Veranlassung der Stadt Leipzig. Ein Wiederaufbau am originalen Standort wurde vom Pächter verwehrt. Die Säule steht deshalb heute im Ortskern von Knautnaundorf. Im Zeitraum 1862 bis 1890 erfolgte im Königreich Sachsen eine Landesvermessung, bei der zwei Dreiecksnetze gebildet wurden. Zum einen handelt es sich um das Netz für die Gradmessung im Königreich Sachsen (Netz I. Classe/Ordnung) mit 36 Punkten und die Königlich Sächsische Triangulierung (Netz II. Classe/Ordnung) mit 122 Punkten. Geleitet wurde diese Landesvermessung durch Christian August Nagel, wonach die Triangulationssäulen auch als „Nagelsche Säulen“ bezeichnet werden. Dieses Vermessungssystem war eines der modernsten Lagenetze in Deutschland. Die hierfür gesetzten Vermessungssäulen blieben fast vollständig an ihren ursprünglichen Standorten erhalten. Sie sind ein eindrucksvolles Zeugnis der Geschichte der Landesvermessung in Deutschland sowie in Sachsen. Das System der Vermessungssäulen beider Ordnungen ist in seiner Gesamtheit ein Kulturdenkmal von überregionaler Bedeutung. LfD/2014 | 09305062 |
| Direkt Bild zu diesem Denkmal hochladen | Wohnhaus, daran angebautes Seitengebäude, Scheune, Hofpflaster und Toranlage eines Dreiseithofes sowie zweite Toranlage (mit Pforte) und Einfriedungsmauer zum Rundkapellenweg | Schkorlopper Straße 11 (Karte)                             | 1. Hälfte 19. Jh. (Bauernhaus), bezeichnet 1808 (Einfriedung zum Rundkapellenweg)             | alte Ortslage Knautnaundorf, Seitengebäude Obergeschoss vermutlich Fachwerk, Scheune massiv, Hofanlage Bestandteil des alten Ortskerns, Einfriedung mit Seltenheitswert, baugeschichtlich von Bedeutung | 09257606 |
| Direkt Bild zu diesem Denkmal hochladen | Wohnhaus und Seitengebäude eines Bauernhofes | Schkorlopper Straße 17 (Karte)                             | 1. Hälfte 19. Jh. (Häusleranwesen)                                                            | alte Ortslage Knautnaundorf, eingeschossiger Putzbau mit Krüppelwalmdach, Kleinbauerngehöft, markante Ecklage zum Rundkapellenweg, grenzt an den Kirchhof, sozialgeschichtlich von Bedeutung | 09257607 |
| Direkt Bild zu diesem Denkmal hochladen | Häuslerhaus | Taubenbergweg 4 (Karte)                                    | 19. Jh. (Häusleranwesen)                                                                      | alte Ortslage Knautnaundorf, ortsteiltypisches eingeschossiges Gebäude, sozialgeschichtlich von Bedeutung | 09257614 |

## Ehemalige Kulturdenkmale
| Bild                                    | Bezeichnung                     | Lage                       | Datierung                               | Beschreibung | ID       |
| --------------------------------------- | ------------------------------- | -------------------------- | --------------------------------------- | --- | -------- |
| Direkt Bild zu diesem Denkmal hochladen | Mühlgraben                      | (Karte)                    | 19. Jahrhundert (Mühlgraben)            | Mühlgraben | 09298587 |
| Direkt Bild zu diesem Denkmal hochladen | Bauernhaus                      | Erikenstraße 4 (Karte)     | Mitte 19. Jahrhundert (Bauernhaus)      | Bauernhaus; Putzfassade | 09262726 |
| Direkt Bild zu diesem Denkmal hochladen | Wohnhaus                        | Erikenstraße 5 (Karte)     | Mitte 19. Jahrhundert (Wohnhaus)        | Wohnhaus; Krüppelwalmdach, Putzfassade | 09262724 |
| Direkt Bild zu diesem Denkmal hochladen | Wohnhaus                        | Erikenstraße 34 (Karte)    | 1904 (Wohnhaus)                         | Wohnhaus in offener Bebauung; Landhausstil | 09262731 |
| Direkt Bild zu diesem Denkmal hochladen | Wohnhaus                        | Erikenstraße 45 (Karte)    | 1912–1913 (Wohnhaus)                    | Wohnhaus in offener Bebauung; einfache Putzfassade mit Mansarddach, Reformstil, baugeschichtlich von Bedeutung | 09262734 |
| Direkt Bild zu diesem Denkmal hochladen | Bauernhaus                      | Heideweg 3 (Karte)         | Mitte 19. Jahrhundert (Bauernhaus)      | Bauernhaus mit Krüppelwalmdach; Putzfassade | 09262740 |
| Direkt Bild zu diesem Denkmal hochladen | Seitengebäude eines Bauernhofes | Rehbacher Anger 20 (Karte) | bez. 1910, Stall (Seitengebäude)        | Seitengebäude eines Bauernhofes sowie Einfriedung und Vorgarten; Ziegelbau, teilweise verputzt; Verwendung von farbigen Klinkern zur Fassadengliederung, repräsentative Giebelgestaltung; ortsbildprägender Charakter | 09257298 |
| Direkt Bild zu diesem Denkmal hochladen | Wohnhaus                        | Rundkapellenweg 23 (Karte) | erste Hälfte 19. Jahrhundert (Wohnhaus) | Wohnhaus einer kleinen Hofanlage in Ecksituation; Putzfassade, straßenbildprägend, baugeschichtlich und ortsentwicklungsgeschichtlich von Interesse, Zeugnis der alten Ortskernbebauung von Knautnaundorf             | 09257610 |